# Magistralni put 31
Die Magistralni put 31 ist eine Bundesstraße in Serbien. Sie beginnt in Raška, wo sie von der Magistralni put 22 (Europastraße 761) nach Südosten abzweigt und in südlicher Richtung nach Rudnica an der serbisch-kosovarischen Grenze führt und den dortigen Grenzübergang Jarinje erreicht.
Nach serbischer Lesart, da Serbien den Kosovo als eigenes Staatsgebiet betrachtet, führt die Bundesstraße weiter über die Städte Mitrovica, Pristina und Ferizaj bis nach Han i Elezit an die nordmazedonische Grenze. Aus kosovarischer Lesart ist dies die Magistralstraße M-22.3 bis Mitrovica und danach die M2. 
Damit verläuft die Straße parallel zur Bahnstrecke Kraljevo - Kosovo Polje.